# Art Evans
Arthur James Evans (Berkeley, 27 de marzo de 1942-21 de diciembre de 2024), más conocido como Art Evans, fue un actor estadounidense con una extensa carrera en la televisión y el cine. 

## Biografía
Su carrera inició en la década de 1960 de la mano del director teatral Frank Silvera en Los Ángeles. Evans ha aparecido en películas como Christine, Death Wish, National Lampoon's Class Reunion, Fright Night, School Daze, Downtown y Die Hard 2, entre muchas otras.

## Filmografía destacada

### Cine y televisión
- Sisters (1972)
- Claudine (1974)
- Death Wish (1974)
- Amazing Grace (1974)
- Leadbelly (1976)
- Fun with Dick and Jane (1977)
- Big Time (1977)
- Youngblood (1978)
- The In-Laws (1979)
- The Main Event (1979)
- The Apple Dumpling Gang Rides Again (1979)
- First Family (1980)
- Wrong Is Right (1982)
- National Lampoon's Class Reunion (1982)
- Christine (1983)
- A Soldier's Story (1984)
- Tuff Turf (1985)
- Into the Night (1985)
- Fright Night (1985)
- Jo Jo Dancer, Your Life Is Calling (1986)
- Ruthless People (1986)
- Native Son (1986)
- White of the Eye (1987)
- School Daze (1988)
- The Mighty Quinn (1989)
- Downtown (1990)
- Die Hard 2 (1990)
- Mom (1991)
- The Finishing Touch (1992)
- Trespass (1992)
- CB4 (1993)
- Bitter Harvest (1993)
- Tales from the Hood (1995)
- Bushwhacked (1995)
- The Great White Hype (1996)
- El negociador (1997)
- The Breaks (1999)
- The Story of Us (1999)
- The Cheapest Movie Ever Made (2000)
- Deadly Rhapsody (2001)
- Young Cesar (2007)
- Everybody Hates Chris (2007)
- Shades of Ray (2008)
- Machete Joe (2010)
- House Under Siege (2010)
- Church (2010)
- Anderson's Cross (2010)
- iSteve (2013)
- Gemini Rising (2013)
- Orphaned (2018)